# Euphorbia hottentota
Euphorbia hottentota är en törelväxtart som beskrevs av Hermann Wilhelm Rudolf Marloth. Euphorbia hottentota ingår i släktet törlar, och familjen törelväxter. Inga underarter finns listade i Catalogue of Life.